# عشق و شرم
عشق و شرم (انگلیسی: Crush and Blush؛‏ کره‌ای: 미쓰 홍당무) فیلم کمدی محصول سال ۲۰۰۸ کره جنوبی است. این فیلم نخستین فیلم بلند کارگردان لی کیونگ می است و همچنین اولین فیلمی است که توسط پارک چان ووک تهیه‌کنندگی شده است. عشق و شرم در جشنواره فیلم بین‌المللی بوسان در سال ۲۰۱۰ به نمایش درآمد و سپس در ۱۶ اکتبر ۲۰۱۰ در کره جنوبی به‌طور عمومی اکران شد.